# Protueuropejstvo
Protueuropejstvo, antieuropeizam i europfobija su izrazi koji označavaju mržnju, strah, antipatiju ili nesklonosti prema Europi, europskoj kulturi ili Europljanima, dok se na antipatija prema Europskoj uniji naziva euroskepticizam i vezana je uz one europske narode koji ne žele pristupiti ili nisu zadovoljni svojim dioništvom u njoj. Stoga se u određenom kontekstu euroskepticizam smatra posebnim oblikom protueruopejstva.
Uz protueuropejstvo često se vežu i germanofobija (antigermanizam) i protukatoličanstvo.